# Gerace
Gerace és un municipi de la Ciutat metropolitana de Reggio de Calàbria, a la regió italiana de Calàbria. A 1 de gener de 2019 la seva població era de 2.556 habitants.
Gerace limita amb els municipis següents: Agnana Calabra, Antonimina, Cittanova, Locri, Canolo i Siderno.